# Диброва (Ямпольский район)
Диброва (укр. Діброва) — село,
Ямпольский поселковый совет,
Ямпольский район,
Сумская область,
Украина.
Код КОАТУУ — 5925655101. Население по переписи 2001 года составляло 8 человек.

## Географическое положение
Село Диброва находится в 4-х км от правого берега реки Шостка.
На расстоянии в 2 км расположено село Окоп.
К селу примыкают большие лесные массивы (сосна, дуб).
Рядом проходит автомобильная дорога Т-1915.